# Polana fenestra
Polana fenestra är en insektsart som beskrevs av Delong 1984. Polana fenestra ingår i släktet Polana och familjen dvärgstritar. Inga underarter finns listade i Catalogue of Life.